# Palummella zompa e vola
Palummella, zompa e vola (conosciuta anche con il titolo Palummella) è una canzone napoletana popolare anonima della fine del XIX secolo, ispirata, limitatamente alla musica, da un'aria del personaggio di Brunetta dall'opera buffa "La Molinarella" di Niccolò Piccinni, andata in scena a Napoli nel 1766. Infatti, nonostante la relativa ampia diffusione di questa notizia nella letteratura, né le musiche dell'opera buffa, né i testi dell'opera del Piccinni ricordano la canzone. L'unica aria cantata da Brunetta nell'opera è "Vuje sapite", Atto I, scena V, non ha alcuna relazione con la canzone. Probabilmente è l'altra aria dell'opera "Comme da lo molino", Atto I, scena II, ad aver generato una canzone popolare a partire dai testi e dalla musica. È da verificare la possibile origine della melodia da "La molinarella" di Gennaro Astarita rappresentata nel 1783 a Ravenna nel Teatro Municipale. L'omonimia dell'opera potrebbe, quindi, esser sfuggita a quanti hanno riportato la notizia e aver generato un equivoco.
La canzone, nel corso degli avvenimenti tra la fine del XVIII e la seconda metà del XIX secolo, ha subito significative variazioni nel testo che le hanno dato una valenza di canzone patriottica per gli esuli napoletani sia della Repubblica Partenopea, sia dei moti del 1820-1 e del 1848, sia della guerra civile scoppiata in alcune aree del Meridione in opposizione alla Unità d'Italia. Difatti, il testo originale di Palummella zompa e vola divenne una satira contro il Regno d'Italia e un lamento alla perduta libertà del meridione all'indomani di quella che era ritenuta una conquista ingiusta.
Attualmente il testo cantato è attribuito a Domenico Bolognese, che lo aveva composto nel 1869.. Altro autore potrebbe essere Teodoro Cottrau che avrebbe composto nel 1873 il testo riprendendo la melodia da "La molinarella" di Gennaro Astarita. 

## Il testo e significato
In ogni caso, il testo o i testi precedenti con allusioni satiriche e politiche sono andati persi, tuttavia il canto era contro l'oppressore piemontese. 
Si tratta di una canzone di amore in cui l'amante invita una farfalla a portare all'amata il saluto e, dopo averle fatto festa, di baciarla al suo posto. È, quindi, un testo poetico, in cui si evidenzia l'assenza fisica o l'impossibilità dell'amante a raggiungere l'amata,  che facilmente ha potuto adattarsi alle canzoni degli esuli napoletani di ogni repressione storica.
Palummella zompa e vola (La vera storia - canto contro l'oppressore piemontese) [1873]

## Curiosità
Nel film Ferdinando Iº re di Napoli di Franciolini, pellicola del 1959, si vede Eduardo De Filippo interpretare Pulcinella che attraverso la canzone Palummella prende in giro Ferdinando I di Borbone. Ciò si ricollegherebbe ad un probabile primo uso politico del canto proprio da parte dei repubblicani.

## Testo della canzone
addó sta nennélla mia…

Non fermarte pe’ la via

vola, zompa a chella llá…
Cu 'e scelle, la saluta…

falle festa, falle festa

attuorno attuorno…

e 'll’haje ‘a di’ ca notte e ghiuorno,

io stó’ sempe, io stó’ sempe a suspirá…
Palummella, vola vola

a la rosa de ‘sto core…

Non ce sta cchiù bello sciore

che t’avesse da piacé…
‘A ll’addore, ca tu siente…

‘a chill’uocchie, ‘a chill’uocchie,

‘a chillo riso…

credarraje,

ca, ‘mparaviso,

tu si’ ghiuta… tu si’ ghiuta…

oje palummé’!
A lu labbro curallino,

palummé’, va’ zompa e vola…

‘ncopp’a chillo te cunzola

e maje cchiù non te partí!…
Ma si vide ca s’addorme…

e te vène, e te vène,

lo tantillo…

tu ll’azzecca

no vasillo…

e pe’ me, e pe’ me,

n’auto porzí!»
(Testo attribuito a Domenico Bolognese e ad altri autori)